# Bettongia moyesi
Bettongia moyesi é uma espécie extinta de marsupial da família Potoroidae. Seus restos fósseis foram encontrados no noroeste de Queensland e datam do Mioceno.